# Kakabeka Falls Provincial Park
Kakabeka Falls Provincial Park är en park i Kanada.   Den ligger i provinsen Ontario, i den sydöstra delen av landet, 1 100 km väster om huvudstaden Ottawa. Kakabeka Falls Provincial Park ligger 256 meter över havet.
Terrängen runt Kakabeka Falls Provincial Park är lite kuperad. Runt Kakabeka Falls Provincial Park är det glesbefolkat, med 16 invånare per kvadratkilometer.. Närmaste större samhälle är O'Connor, 6,6 km sydväst om Kakabeka Falls Provincial Park. 

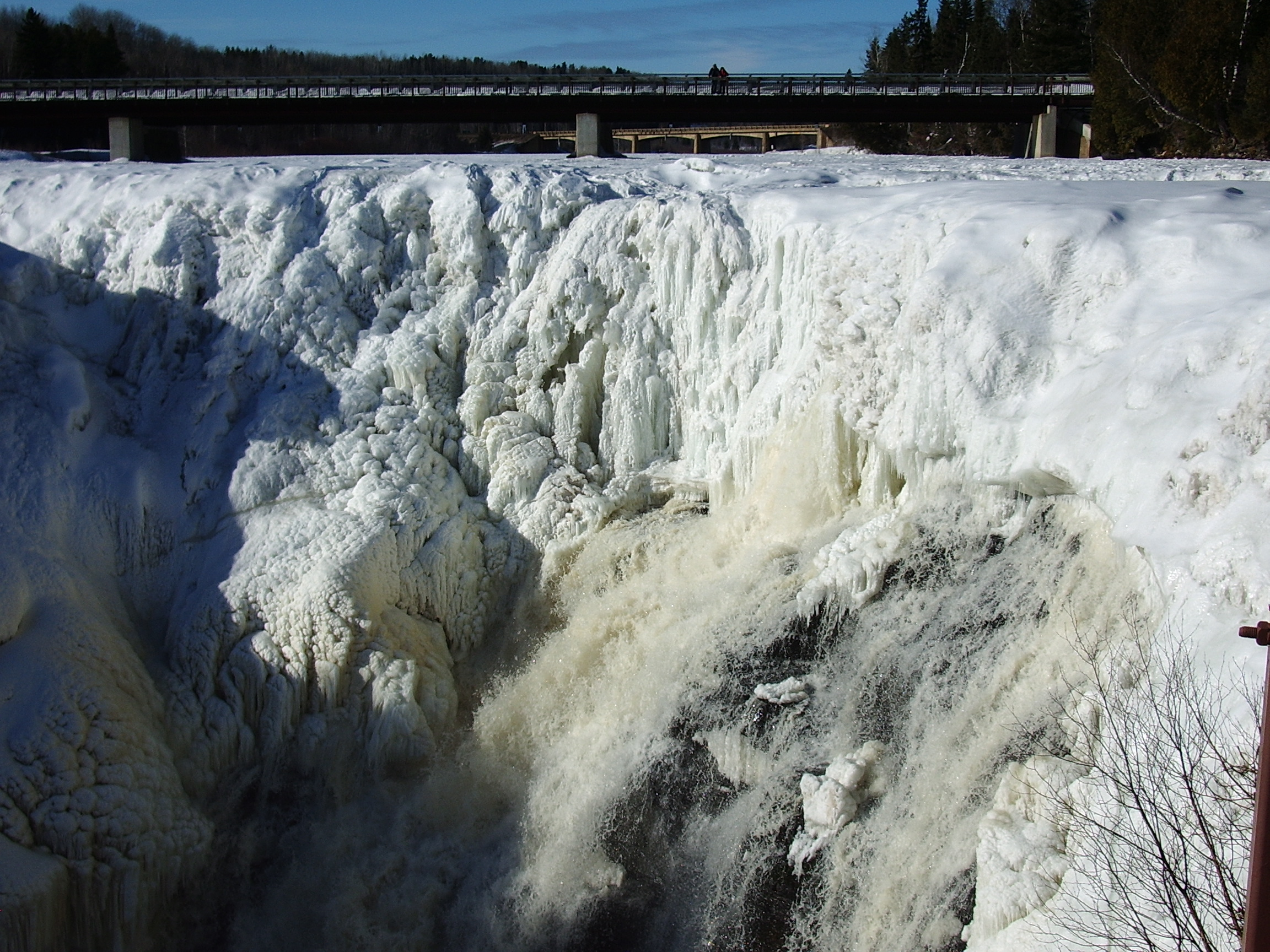
Frusna fall vintern 2005.